# Unkosten
Das Wort Unkosten wird in der deutschen Umgangssprache als Synonym für Kosten, Selbstkosten oder Auslagen verwendet. In der kaufmännischen und wissenschaftlichen Terminologie ist die Nutzung des Wortes unüblich. In Gesetzestexten wie im § 581 HGB und in der Anlage 1 Versicherungsaufsichtsgesetz wird der Begriff verwendet.

## Sprachliches
Die Vorsilbe „un“ hat im Deutschen mehrere Bedeutungsformen, von denen die Bildung einer Negation bei Substantiven („Unmöglichkeit“) auf Unkosten nicht zutrifft. Aber die Bezeichnung einer zahlenmäßig nicht recht fassbaren Größe („Unmenge“) und die Bedeutung von „un“ bei Augmentativbildungen für „besonders stark“ wie in „Unwetter“ oder „Unsummen“ sind auf Unkosten anwendbar. Der Duden verwendet das Wort für „(unvorhergesehene) Kosten, die neben den normalen, eingeplanten Ausgaben entstehen“.

## Betriebswirtschaftslehre
Der Philosoph Christian Wolff stellte 1769 fest, dass „Unkosten zu den Ausgaben (lateinisch expensas) gehören“. Friedrich Heinrich Wilhelm Ihring klärte 1801 auf, dass ein Handlungs-Unkosten-Buch notwendig sei, „um die fast täglich vorfallenden zu zahlenden Kleinigkeiten an Handlungs-Unkosten darin zu notiren“. Der Betriebswirt Eugen Schmalenbach verwendete 1899 in einem Artikel der Deutschen Metallindustriezeitung das Begriffspaar „primäre Unkosten“ für die heutigen proportionalen Kosten und „sekundäre Unkosten“ für die heutigen Fixkosten. Carl Moritz Lewin erkannte 1912, dass die Kalkulation umso genauer wird, „je mehr wir dazu übergehen, die Unkosten nach den einzelnen Betriebszweigen und deren einzelnen Werkstätten zu zergliedern“. Hans Brasch untersuchte 1927 das Verhalten der „Unkosten“ (heute Gemeinkosten). In der Betriebswirtschaftslehre wurde der Begriff der Unkosten erst in den 1920er und 1930er langsam verdrängt. Heute werden die Gemeinkosten nur noch von Laien oft als „Unkosten“ bezeichnet.

## Sonstiges
Unkostenbeitrag ist ein umgangssprachlich verwendeter Begriff, mit dem ein Beitrag zur Deckung der Selbstkosten beschrieben wird. Auch dieser Begriff gehört nicht zur kaufmännischen oder betriebswirtschaftlichen Terminologie.